# 混同豔眼蝶
混同豔眼蝶（學名：Callerebia polyphemus confusa），是屬於蛺蝶科豔眼蝶屬中之多斑豔眼蝶的一個亞種，曾被見作獨立一種。分佈於中國西南部，模式産地為湖北長陽。生活於海拔約1500米的溪流和林緣地區。

## 分佈
分布於中國湖北、湖南、重慶、貴州、陝西、江西、福建。

## 外型
翅面黑褐色，前翅有一個黑色眼斑，眼斑內有兩個白瞳點，眼斑外圍有橙黃色圈，翅底的眼斑比翅面明顯，眼斑兩側有裼色縱線。後翅翅底佈滿黃褐色細點。

## 腳註
1. 1 2  Watkins, 1925. New Callerebias Ann. Mag. nat. Hist. (9) 16: 235
2. 1 2  Huang, 2003. A list of butterflies collected from Nujiang (Lou Tse Kiang) and Dulongiang, China with descriptions of new species, and revisional notes Neue Ent. Nachr. （页面存档备份，存于） 55: 56, f. 88-90, pl. 7, f. 12-14
3. ↑  Callerebia confusa[永久] - The Global Lepidoptera Names Index - The Natural History Museum （英文）
4. ↑  許家珠、魏煥志、賴平芳. . 中國: 陝西科學技術出版社. 2010年6月. ISBN 9787536947801 （中文（简体））.

## 外部連結
- 维基共享资源上的相關多媒體資源：混同豔眼蝶
- Callerebia polyphemus （页面存档备份，存于） - funet.fi